# Сказка о потерпевшем кораблекрушение
«Сказка о потерпевшем кораблекрушение» (также «Змеиный остров») — произведение древнеегипетской литературы эпохи Среднего царства (ок. XX—XVII века до н. э., XII династии), хранящееся в Эрмитаже (папирус № 1115, pLeningrad 1115; pErmitage 1115, инв. № ДВ-1115). Сказка описывает фантастические приключения героя, спасающегося после кораблекрушения на острове с огромным Змием.
Произведение лежит в основе авантюрного, приключенческого жанра мировой литературы.
Подпись писца Аменаа, поставленная в конце сказки, была внесена в «Книгу рекордов Гиннесса» (1987) как древнейшая сохранившаяся подпись на папирусе.

## Источники

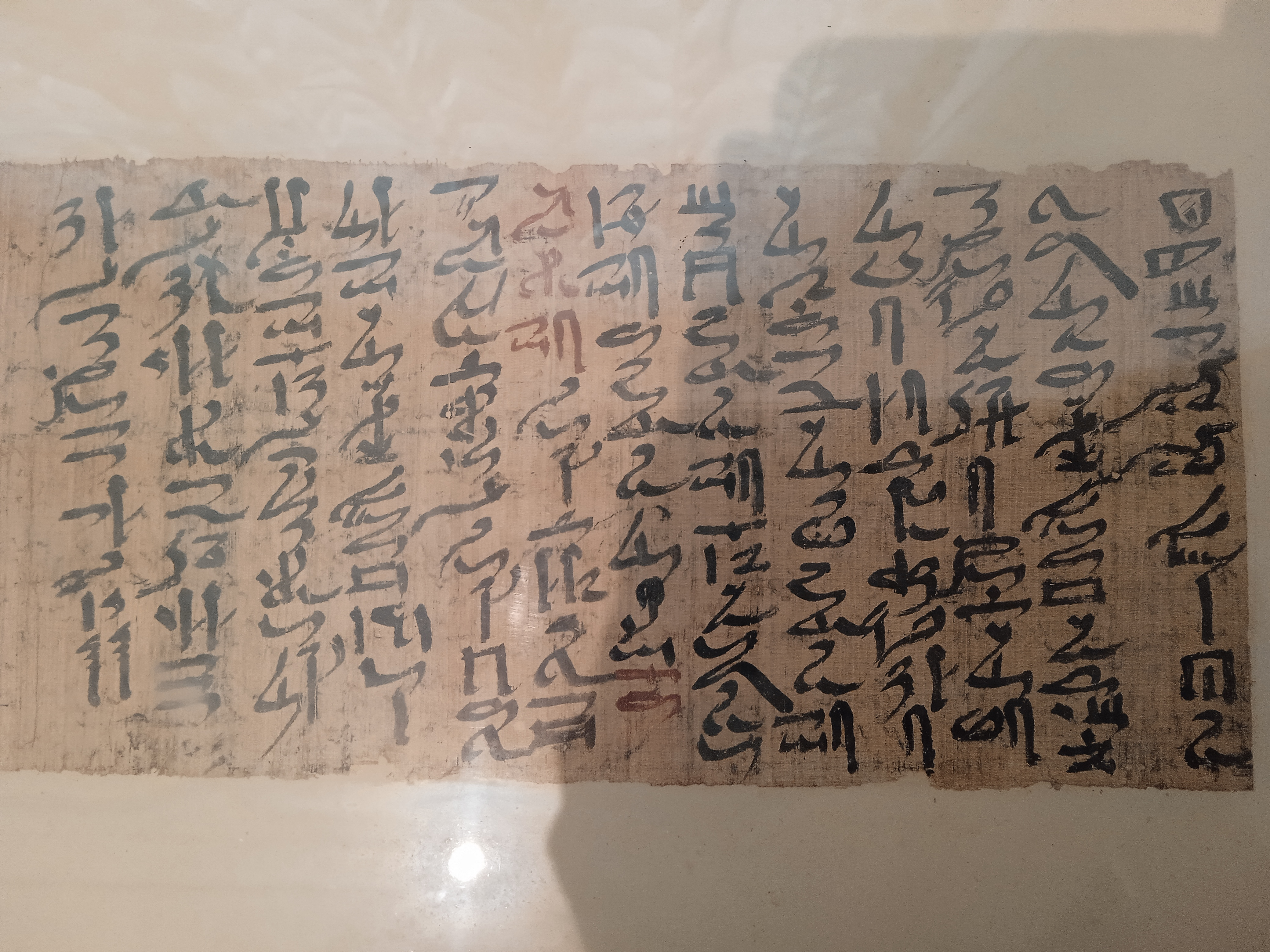
Фотография папируса № 1115, строки 24—36. Санкт-Петербург, Государственный Эрмитаж

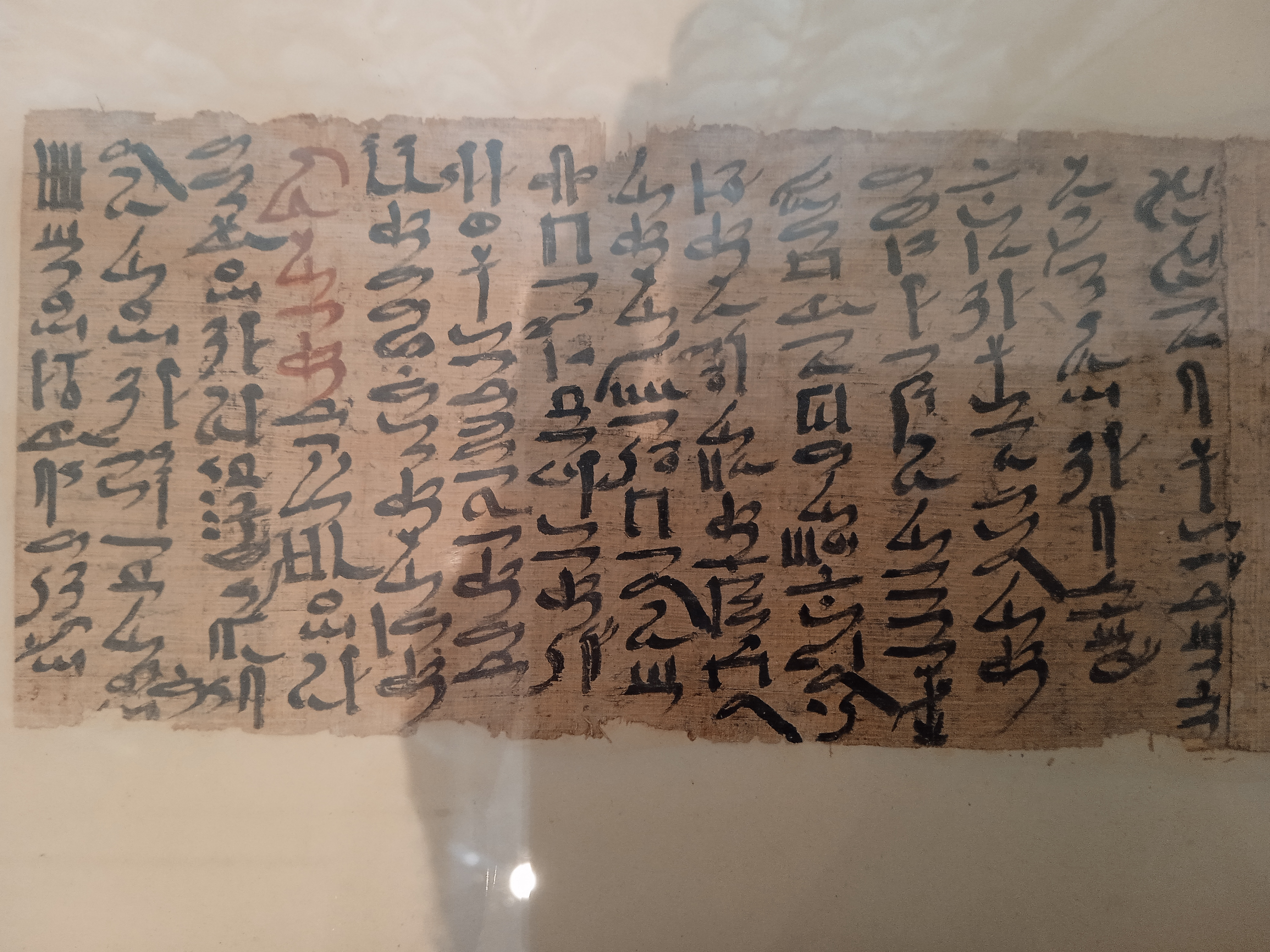
Фотография папируса № 1115, строки 37—50. Санкт-Петербург, Государственный Эрмитаж

## Сюжет

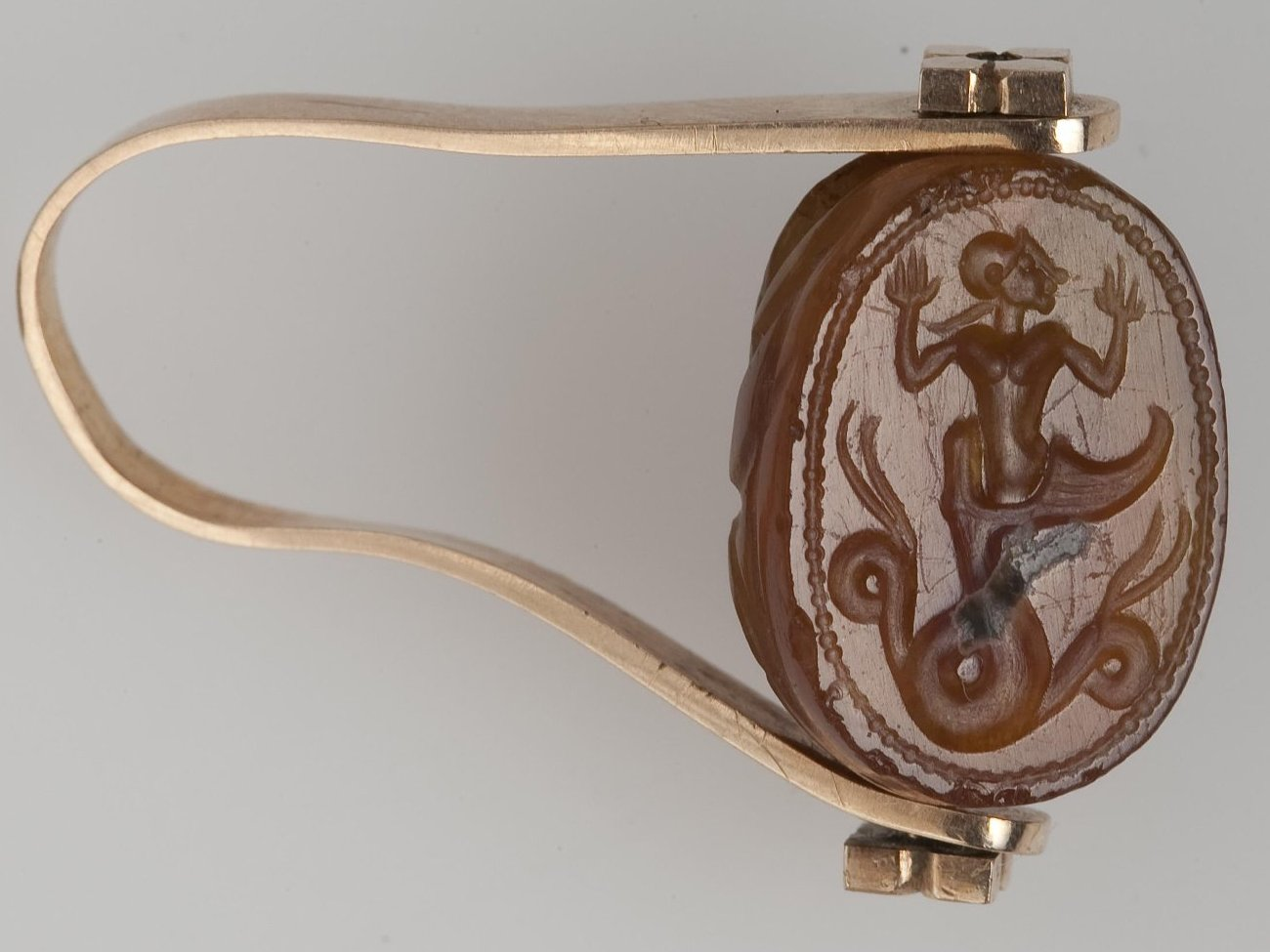
Греческий скарабей со сценой из египетской сказки о «потерпевшем кораблекрушение». Государственный Эрмитаж. Санкт-Петербург

Повествование ведётся от первого лица главного героя, чьё имя не называется. Обладатель титула «достойный спутник [фараона]» (по мнению О. Д. Берлева титул помогает датировать сказку, поскольку он вошёл в обиход не раньше фараона Сенусерта III) утешает провинившегося перед фараоном вельможу, напутствует его не запинаться при встрече с властелином, «ибо спасение человека — в устах его, ибо слово пробуждает снисхождение». Для ободрения автор рассказывает свою историю.

Направлявшийся по заданию фараона в медные рудники (вероятно на Синайском полуострове, откуда собирался вернуться по Красному морю) герой с командой матросов в 120 человек плыл на большом корабле (60 м в длину и 20 м в ширину). 
И вот грянула буря, когда мы были в море, и не успели мы достигнуть суши, плывя под парусами, И вот ветер всё крепче, и волны высотою в восемь локтей. И вот рухнула мачта в волну, и судно погибло, и никто из моряков не уцелел. Я один был выброшен на остров волнами моря.
Три дня находился герой в пограничном состоянии, без сил, затем (на четвёртый день) пошёл искать пропитание и обнаружил избыток яств. Насытившись, он принёс огнём жертву богам, после чего раздался гром и появился хозяин острова — огромный Змей:
Длина его — тридцать локтей. Борода его — больше двух локтей. Чешуя его — из золота, брови его — из лазурита. Тело его изогнуто кверху.
Он расспрашивает незваного гостя, с какой целью он прибыл на этот пустынный остров, и даже угрожает сжечь его огненным дыханием, если тот откажется говорить правду, но путник настолько перепуган, что не может отвечать. Тогда Змей относит его в своей пасти в своё жилище и осторожно кладёт на землю. Выслушав правдивую историю вельможи, Змей со слезами рассказывает, что прежде на этом «острове Ка» обитали 75 змеев — он, родные его братья и их дети, а также «малая дочь», добытая молитвой.
И вот упала звезда и попалила их. Это случилось, когда меня не было — не было меня среди них. Я чуть было не умер, когда нашёл их всех в одной груде спалённых тел.
Растроганный, мореплаватель пообещал рассказать обо всём произошедшем фараону, чтобы тот вознаградил Змея. В ответ Змей рассмеялся и сказал, что как владыка Пунта, он сам владеет всей миррой, а остров его обилен всякими благами. Всё, чего хотелось бы Змею — это, чтобы его рассказ был передан другим людям. Он советует мореплавателю вернуться в Египет, но никогда не искать вновь остров, так как вскоре его поглотит вода. Через четыре месяца, как и сказал Змей, приплыл корабль фараона. Люди с этого корабля, знакомые главного героя по службе, приняли потерпевшего кораблекрушение на борт, а Змей богато одарил его благовониями, драгоценной костью и другими диковинками:
Он даровал мне груз мирры, иби, хекену, нуденба, хесанта, даровал черни для глаз, хвосты жираф, большую груду ладана, слоновьи клыки, охотничьих собак, обезьян и всякое прекрасное добро.
Как и предсказывал Змей, через два месяца корабль возвращается на родину, и герой, поднеся фараону богатые дары Змея, получает особый почёт и свой новый титул.

## Анализ
Сказка составлялась не прозаическим, но стихотворным слогом, отмечающимся ритмикой. Сакральный подтекст сказки отсылает к мифологическим мотивам путешествия героя в потусторонний мир, инициации, добычи ценных даров у хтонического существа — Змея. Пройдя все испытания, герой получает новый социальный статус, особые дары и особый титул от фараона.
По мнению Т. А. Шерковой, образ острова в сказке связан с космогоническими мифами и представляет собой символ загробного мира. Согласно гелиопольским религиозным текстам первобытный холм Атум вырос из океана-хаоса Нуна. В этой связи герой сказки попадает на остров мёртвых, чтобы переродиться в новом качестве через ритуальную смерть — когда Змей берёт героя в свою пасть, как символ проглатывания, а затем отпускает его. Т. А. Шеркова предполагает, что герой сказки на острове, символизирующем потусторонний мир, постигает судьбу — Змей предрекает:
Вот ты проведёшь, месяц за месяцем, четыре месяца на этом острове, пока не придёт из царского подворья судно, и люди на нём — твои знакомцы. С ними ты вернёшься в царское подворье и умрёшь в городе своём.
Название острова «Ка», возможно, означает, что на нём хранятся «праобразы», «двойники» абсолютно всех вещей, отвечающие за бессмертие; либо пограничное положение острова между мирами. Остров напоминает своим изобилием райский Эдем, который человек покидает из-за козней змея. Описание Змея в сказке перекликается с описанием змея в загробном царстве в 108-й главе «Книги мёртвых» и напоминает более позднего и известного библейского змея-искусителя. Также, змей или дракон, как хранитель несметных богатств является типичным архетипом в мифологии и сказочном фольклоре различных культур.
Наставление в вводной части некоего вельможи о грамотной речи отражает суть всей сказки, которая построена на факте мастерского словесного изложения. Параллелизм повествования прослеживается между этой вступительной частью, когда один поддерживает другого вельможу и рассказывает свою историю, и серединой произведения, когда Змей утешает потерпевшего кораблекрушение путника своим печальным рассказом.

## В искусстве и литературе

Иллюстрация к сказке. Художник К. В. Овчинников

Египтологом С. И. Фингарет была создана адаптация сказки для детей под названием «Мореплаватель и змей», а художником К. В. Овчинниковым были написаны иллюстрации. Первая публикация была напечатана в журнале «Искорка» в 1985 году. А в 1987 году, вместе с двумя другими адаптациями «Чародей Джеди» и «Как вор фараона перехитрил», сказка вошла в сборник «Три сказки страны пирамид». Издание было дополнено цветными иллюстрациями К. В. Овчинникова.

## Комментарии
1. ↑  4 м [12].
2. ↑  символ фараонов и богов [12].
3. ↑  Богиня Правды [12].
4. ↑  Ладан [1].
5. ↑  Корица [1].